# Bernard Courtois
Bernard Courtois nascut el 8 o 12 de febrer de 1777 a Dijon i traspassat el 27 de setembre de 1838 a París va ser un químic francès que va realitzar el descobriment del iode i també va ser co-descobridor de la morfina.

## Biografia
Courtois va créixer en l'entorn de prestigi del seu pare en el lloc de treball de l'Acadèmia de Dijon. L'Acadèmia, on vivia la família, era una petita residència que s'havia adaptat per als estudis científics. El seu pare, Jean Baptiste Courtois, va treballar per al químic Louis Bernard Guyton de Morveau i va ser el farmacèutic de l'Acadèmia. Quan Bernard tenia dotze anys la família es va traslladar a la Saint-Medard Nitrary, una planta experimental de producció nitrat de potassi que Jean Baptiste va comprar a Guyton de Morveau.
Courtois i el seu germà Pierre varen aprendre a produir nitrat de potassi per fabricar pólvora per a la Revolució Francesa. Courtois, però, al mateix temps va aprendre química. Al voltant dels divuit anys va deixar la seva família per començar la seva activitat d'aprenentatge de química aAuxerre, on va ser, durant tres anys, alumne de M. Frémy, el futur avi del químic Edmond Frémy. Posteriorment, va obtenir un lloc amb Antoine François de Fourcroy a l'Escola Politècnica de París. Courtois el 1799 va servir com a farmacèutic en els hospitals militars i el 1801 va tornar a l'Escola Politècnica per treballar al laboratori de Louis Jacques Thénard.
Courtois va traslladar el negoci del seu pare del nitrat de potassi a París. El 1805 l'empresa va fer fallida i seu pare empresonat fins a 1807. Durant aquest període Courtois va dirigir l'empresa familiar.

## Obra
Courtois el 1802 va treballar amb el farmacèutic alemany Friedrich Sertürner en el laboratori d'Armand Séguin de l'Escola Politècnica en l'estudi de l'opi, la qual cosa els va conduir a l'aïllament de la morfina, el primer alcaloide de l'opi, el 1804. Però l'aportació de Courtois no va ser mai reconeguda per Armand Séguin que havia començat la investigació i Friedrich Sertürner en va quedar com el descobridor.
El 1811 degut a la guerra hi va haver manca de cendres de fusta d'on s'obtenia el nitrat de potassi, per la qual cosa se cercaren d'altres matèries primeres. Així es va poder obtenir a partir d'algues marines que era abundant a la costa de Normandia i Bretanya. A les algues també hi havia una altra, encara sense descobrir, substància química. Un dia a finals de 1811, mentre Courtois realitzava l'aïllament dels compostos de sodi i potassi de les cendres d'algues, va descobrir un nou element químic, el iode. Quan netejava amb àcid sulfúric una substància que havia reaccionat amb el coure dels seus recipients va observar la formació d'un vapor d'un inusual color porpra. Courtois va seguir treballant amb aquesta substància i va preparar composts i va estudiar les seves propietats. Joseph-Louis Gay-Lussac va reconèixer que el iode era un nou element químic i va suggerir el seu nom. El iode va ser reconegut també com un nou element químic semblant al clor per part de Humphry Davy quan va passar per París en un viatge cap a Itàlia. El 1831 Courtois va ser guardonat amb 6 000 francs, pel valor del iode en medicina, però la seva empresa va fer fallida i va morir en la pobresa.

### Obres
- «Découverte d'une substance nouvelle dans le Vareck» (en francès). Ann. Chim., 88, 1813, pàg. 304-310.